# Ulf Timmermann
Ulf Béla Timmermann (Berlin, 1962. november 1. –) német atléta, olimpiai bajnok és többszörös világrekorder súlylökő.

## Élete
Timmermann szülei is sporttal foglalkoztak, édesapja diszkoszvető, édesanyja  több sportágban is rajthoz állt. Fiuk először az evezéssel próbálkozott, majd 13 évesen döntött az atlétika mellett. Az atlétikán belül előbb diszkoszvetésben jeleskedett, majd átpártolt a súlylökők közé. Edzője felismerte tehetségét és nagy sikereket jósolt neki. Timmermenn érettségi után gépésznek tanult, majd asztalos lett. 1983-ban világbajnoki ezüstérmet szerzett. Karrierjének első csúcspontjára 1985-ben érkezett el, amikor 22,62 méteres dobásával világrekordot döntvén nyerte meg az atlétikai világkupát. 1986-ban tanulmányokba kezdett az NDK gazdaságtudományi főiskoláján. Két évvel később pályafutásának valódi csúcspontja következett: 1988-ban a világon elsőként dobta a súlyt 23 méternél nagyobb távolságra. A szöuli olimpián ő volt a keletnémet  csapat zászlóvivője, majd olimpiai bajnoki címet szerzett. 1988 után sportpályafutása leszálló ágba került. 1991-ben a doppinggal foglalkozó Brigitte Berendonk és Werner Franke azzal vádolták meg Timmermannt, hogy 1981 és 1984 között nagy mennyiségű doppingszert használt, Timmermann a vádakat határozottan visszautasította. 1992-ben még megnyerte az egyesített Németország atlétikai bajnokságát, de a barcelonai olimpián már csak ötödik lett. Sportpályafutása végeztével Timmermann üzletemberként helyezkedett el, majd adószakértőként is dolgozott. 1998-ban rövid időre visszatért a sporthoz, egy amerikaifutball-csapatban játszott.
Ulf Timmermann elvált, két fiúgyermek édesapja.

### Fordítás
Ez a szócikk részben vagy egészben a Ulf Timmermann című német Wikipédia-szócikk ezen változatának fordításán alapul.  Az eredeti cikk szerkesztőit annak laptörténete sorolja fel. Ez a jelzés csupán a megfogalmazás eredetét és a szerzői jogokat jelzi, nem szolgál a cikkben szereplő információk forrásmegjelöléseként.